# Biosfeerreservaat Petsjoro-Ilytsjski
Biosfeerreservaat Petsjoro-Ilytsjski (Russisch: Печоро-Илычский государственный биосферный заповедник) is een zapovednik gelegen op de westelijke hellingen van het Oeralgebergte in de Russische deelrepubliek Komi. Het gebied werd gecreëerd op 4 mei 1930 om de sabelmarter (Martes zibellina) en paaigronden van de Atlantische zalm (Salmo salar) te beschermen en is daarmee een van de oudste reservaten gelegen in Rusland. Het reservaat dankt zijn naam aan de rivieren Petsjora en Ilytsj die door het gebied stromen. Het reservaat heeft een oppervlakte van 7213,22 km², verdeeld over twee clusters.

## Algemene informatie
Op 15 februari 1985 werd Petsjoro-Ilytsjski toegevoegd aan de lijst met biosfeerreservaten onder UNESCO's Mens- en Biosfeerprogramma (MAB). Sinds 15 december 1995 is het gebied bovendien uitgeroepen tot natuurerfgoed en maakt het samen met Nationaal Park Joegyd Va deel uit van de werelderfgoedinschrijving «Maagdelijke wouden van Komi».

## Zoogdieren
In het gebied zijn 49 zoogdiersoorten vastgesteld. Een periodiek extreem talrijke soort is de boslemming (Myopus schisticolor), die in cycli van enkele jaren een geboorte-explosie kent. Andere opmerkelijke knaagdieren zijn de gewone vliegende eekhoorn (Pteromys volans) en Siberische grondeekhoorn (Tamias sciurus). De kleine roofdieren in het gebied worden voornamelijk vertegenwoordigd door de otter (Lutra lutra), hermelijn (Mustela erminea) en sabelmarter (Martes zibellina). Petsjoro-Ilytsjki is het enige gebied binnen de grenzen van Europa waar de sabelmarter nog voorkomt. Daarnaast is de exotische Amerikaanse nerts (Neovison vison) sinds de jaren 80 ook in het gebied aanwezig en is de inheemse Europese nerts (Mustela lutreola) als gevolg daarvan vrijwel geheel verdrongen. Onder de grote roofdieren is de bruine beer (Ursus arctos) het talrijkst. Zeldzamer zijn de veelvraat (Gulo gulo), wolf (Canis lupus) en Euraziatische lynx (Lynx lynx). In het noordelijke, bergachtige deel van Petsjoro-Ilytsjski, leeft bovendien de noordelijke fluithaas (Ochotona hyperborea).

## Vogels
Van de broedvogels is 77% hier alleen in het zomerhalfjaar aanwezig. De meest talrijke soorten zijn de keep (Fringilla montifringilla), vink (Fringilla coelebs), boompieper (Anthus trivialis), koperwiek (Turdus iliacus) en kramsvogel (Turdus pilaris). Ook broeden er Siberische soorten, die in dit gebied hun meest westelijke voorpost hebben, zoals de Siberische boompieper (Anthus hodgsoni) en boskoekoek (Cuculus optatus). Daarnaast broeden het alpensneeuwhoen (Lagopus muta), goudplevier (Pluvialis apricaria) en morinelplevier (Charadrius morinellus) in de bergtoendra. In de taiga vindt men soorten die kenmerkend zijn voor de boreale zone, zoals de sperweruil (Surnia ulula), witbandkruisbek (Loxia leucoptera), auerhoen (Tetrao urogallus) en pestvogel (Bombycilla garrulus). Bijna het gehele reservaat, 7.055 km², is tot Important Bird Area (IBA) benoemd en dient ter bescherming voor de zeearend (Haliaeetus albicilla) en steenarend (Aquila chrysaetos).

## Galerij

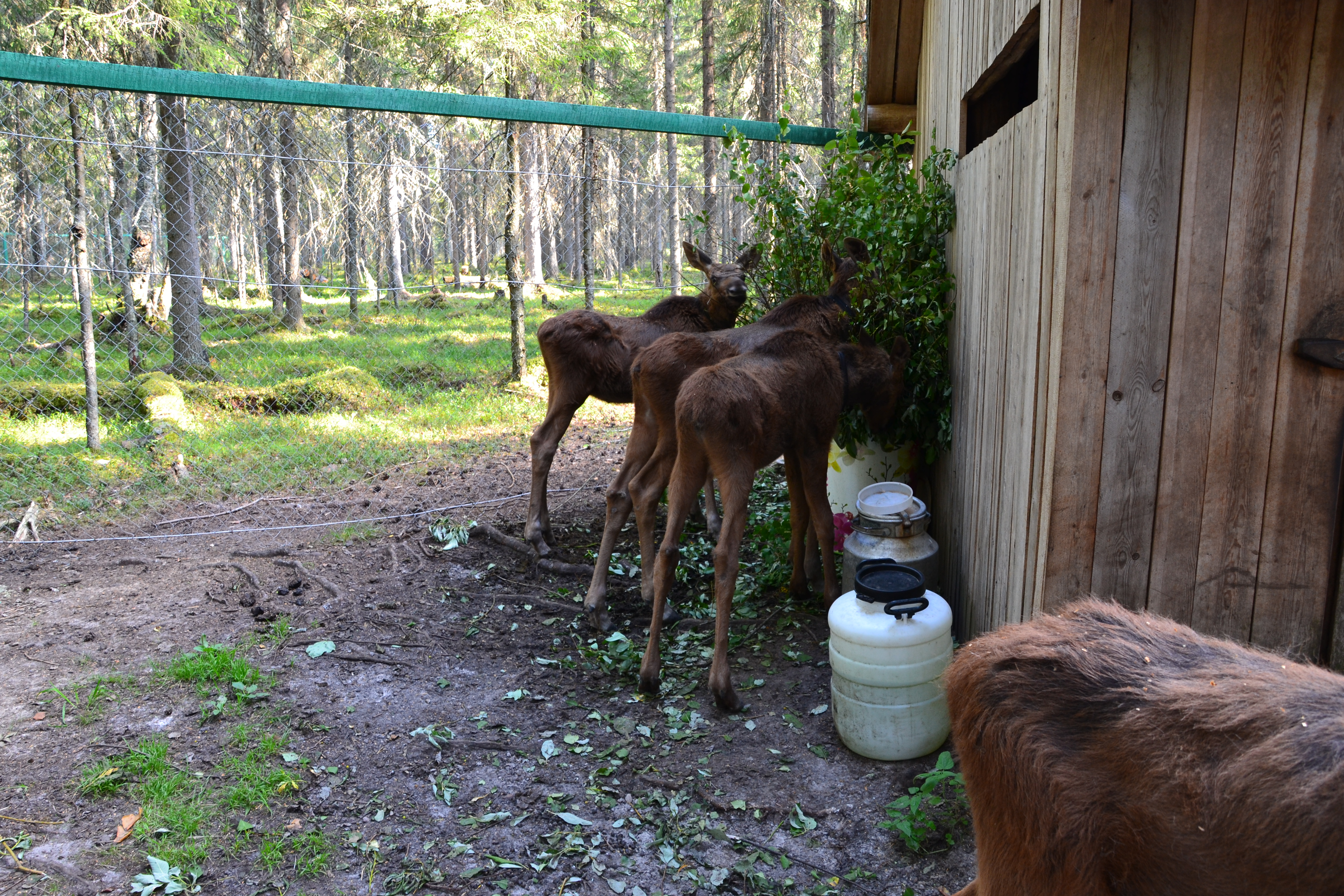
Jonge elanden (Alces alces) in het plaatsje Jaksja aan de rand van het reservaat, die deel uitmaken van een domesticatieproject.
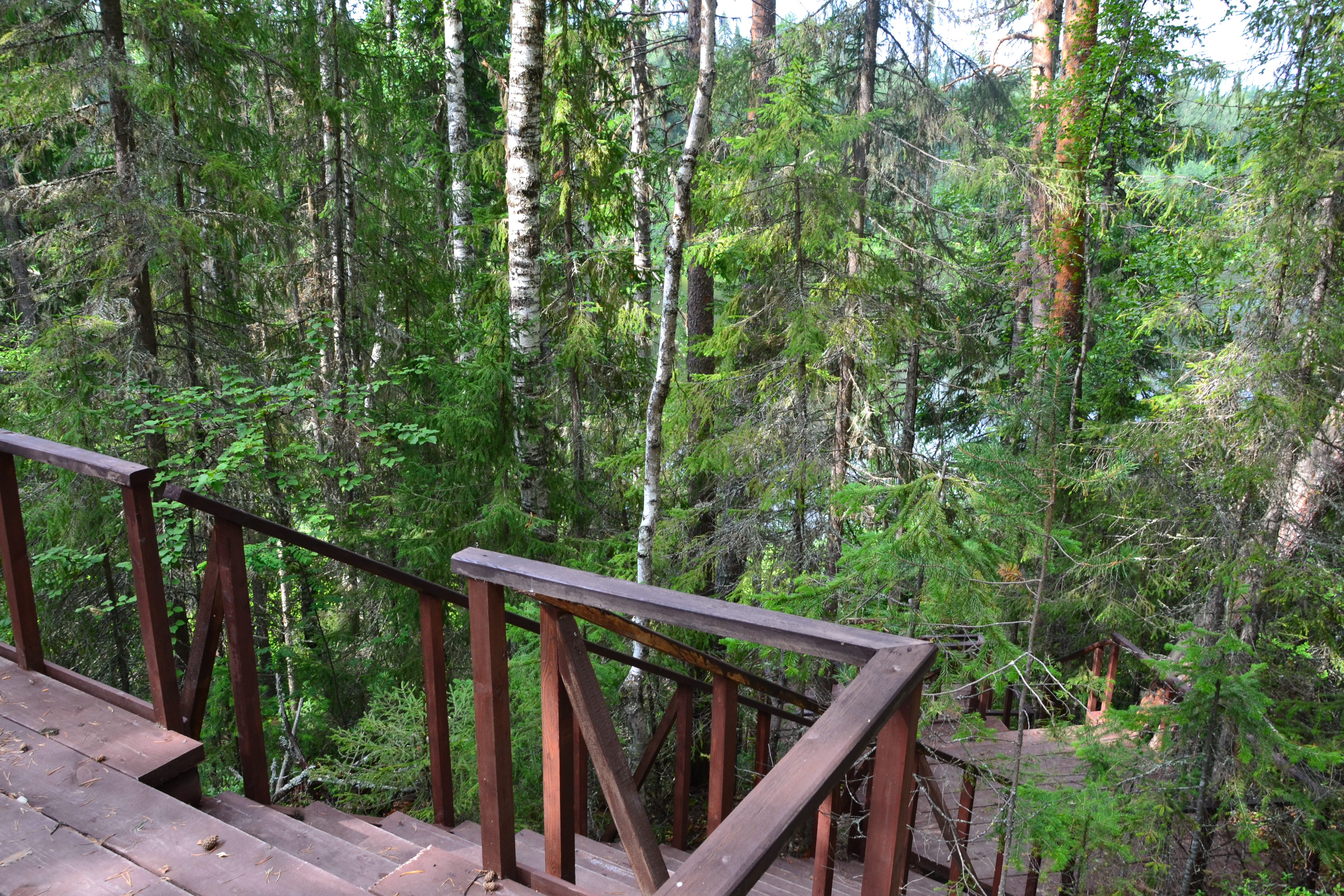
Aan het begin van een wandelroute door Biosfeerreservaat Petsjoro-Ilytsjski (cluster Jaksja).
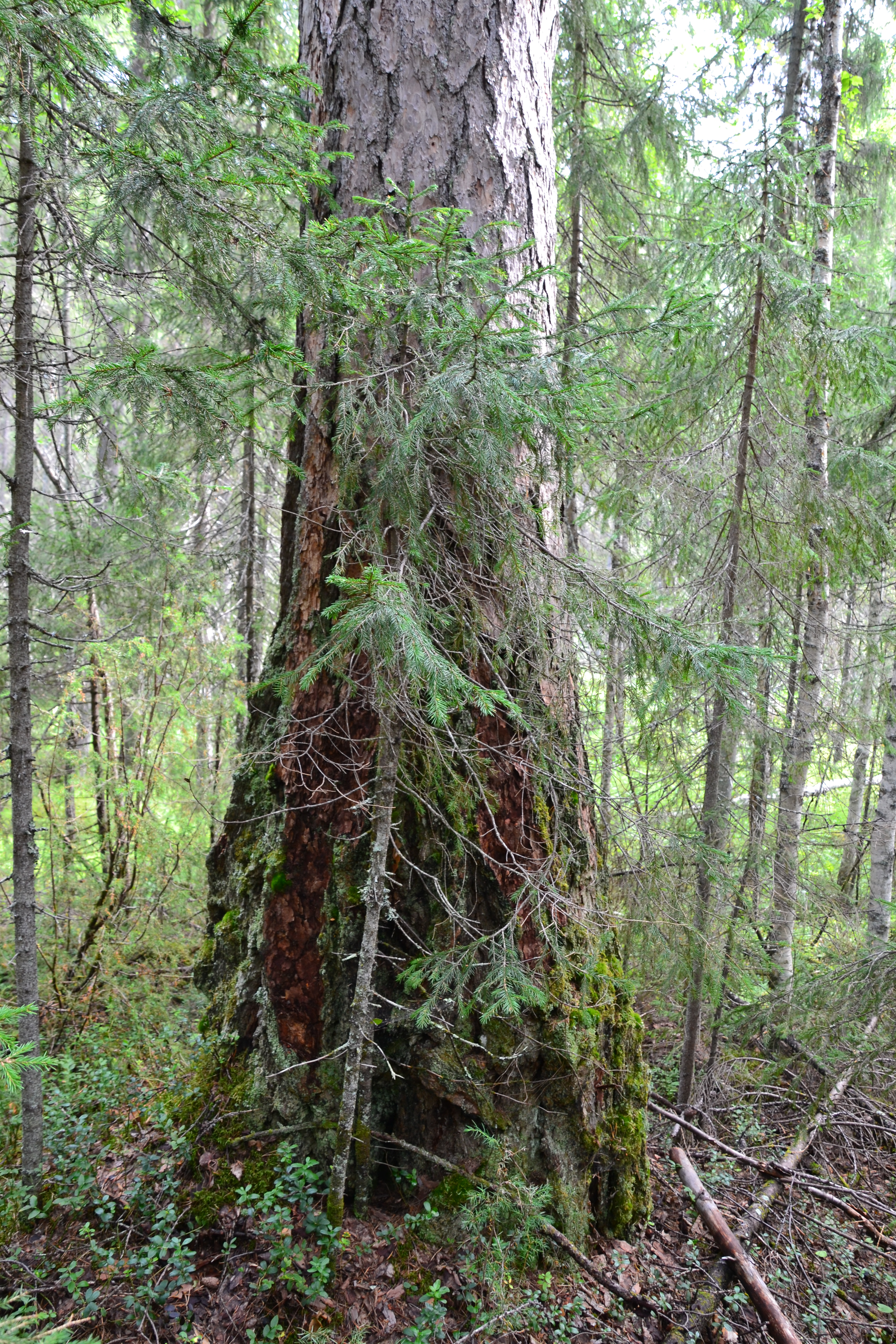
Siberische lariks (Larix sibirica) in Biosfeerreservaat Petsjoro-Ilytsjski (cluster Jaksja).
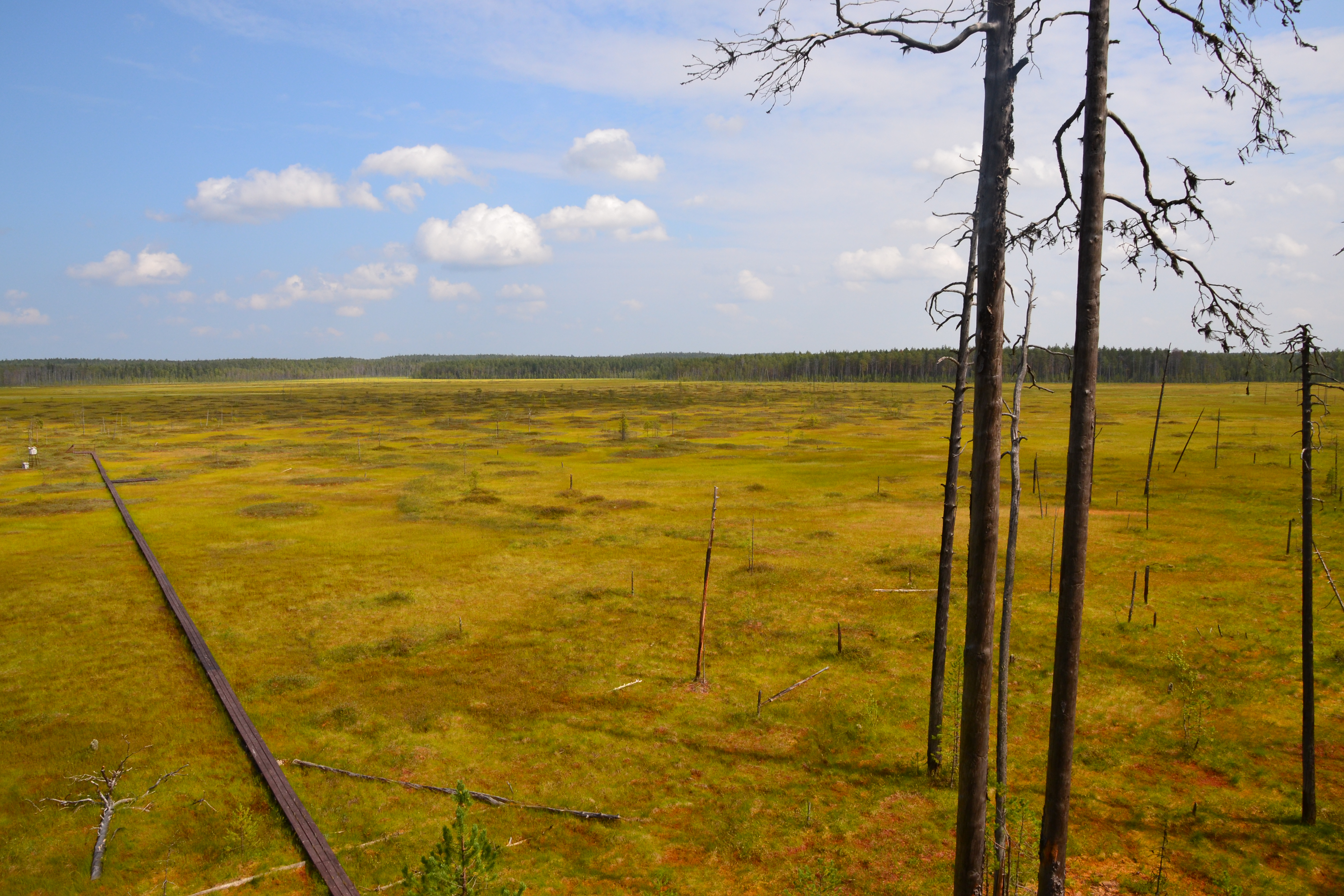
Een van de grotere hoogveengebieden van Biosfeerreservaat Petsjoro-Ilytsjski.